# La Malmaison (Meurthe-et-Moselle)
La Malmaison is een plaats in het Franse departement Meurthe-et-Moselle in de gemeente Allondrelle-la-Malmaison.

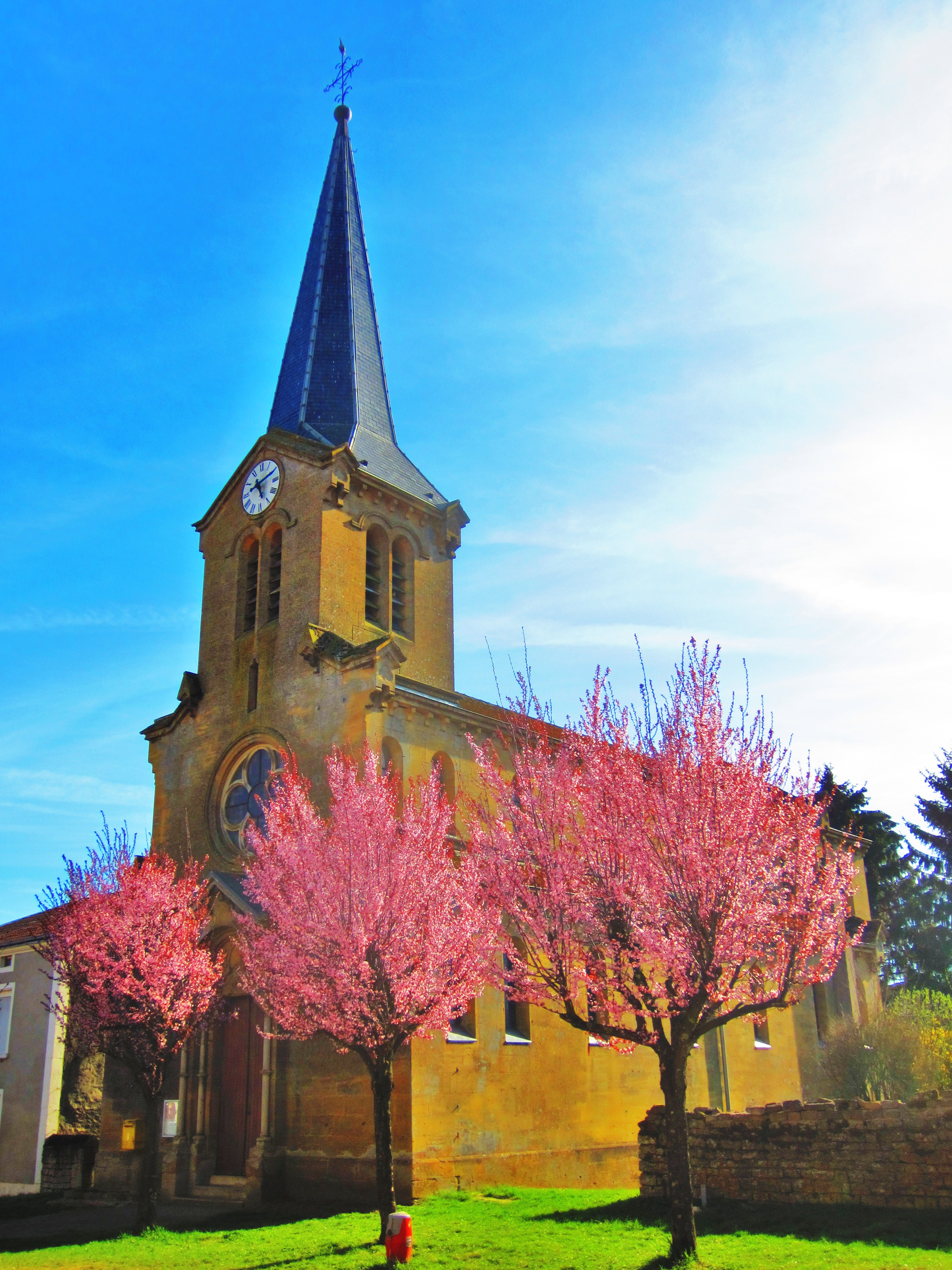
De kerk van La Malmaison